# Bob Brown (Footballspieler, 1941)
Robert Stanford „Bob“ Brown (* 8. Dezember 1941 in Cleveland, Ohio; † 16. Juni 2023 in Oakland, Kalifornien), Spitzname „The Boomer“, war ein US-amerikanischer American-Football-Spieler. Er spielte in der National Football League (NFL) bei den Philadelphia Eagles, den Los Angeles Rams und den Oakland Raiders als Offensive Tackle.

## Spielerlaufbahn

### Collegekarriere
Bob Brown studierte von 1961 bis 1963 an der University of Nebraska-Lincoln, für deren Footballmannschaft, die „Nebraska Cornhuskers“, er auf der Position eines Guards spielte. Im Jahr 1962 zog er mit seiner Mannschaft in den Gotham Bowl ein. Gegner der Cornhuskers war die Mannschaft der University of Miami, die mit 36:34 besiegt wurde. In allen drei Studienjahren wurde er von seinem College aufgrund seiner sportlichen Leistungen ausgezeichnet. 1963 erfolgte die Wahl zum All-American.

### Profikarriere
Robert Brown wurde im Jahr 1964 von den Philadelphia Eagles in der ersten Runde an zweiter Stelle gedraftet. Um ihn zu einer Vertragsunterschrift zu bewegen, erhielt er von der Mannschaft aus Philadelphia eine Bonuszahlung von 100.000 US-Dollar. Bereits in seiner Rookie-Saison wurde Brown als Starter in der Offense der Eagles eingesetzt. Brown spielte dabei auf der Position eines Offensive Tackles. Sportliche Erfolge konnte Brown mit seiner Mannschaft nicht feiern. Auf eigenen Wunsch wurde er im Jahr 1969 an die Los Angeles Rams abgegeben, wo er den Schutz von Quarterback Roman Gabriel übernahm. In diesem Jahr gelang es ihm auch mit seiner Mannschaft in die Play-offs einzuziehen, wo man aber frühzeitig an den Minnesota Vikings scheiterte. 1971 wechselte Brown zu den von John Madden trainierten Oakland Raiders. Brown übernahm dort den Schutz der beiden Quarterbacks Daryle Lamonica und Ken Stabler. 1972 zog er mit den Raiders in die Play-offs ein. Nach einer 7:13-Niederlage gegen die Pittsburgh Steelers konnte die Mannschaft sich nicht für das AFC Championship Game qualifizieren. 1973 konnte Brown das einzige Mal in seiner Karriere in ein Endspiel einziehen.  Das AFC Endspiel gegen die Miami Dolphins ging allerdings mit 10:27 verloren. Nach diesem Spiel beendete Brown seine Laufbahn.

## Ehrungen
Bob Brown spielte sechsmal im Pro Bowl, dem Abschlussspiel der besten Spieler einer Saison. Er wurde neunmal zum All-Pro gewählt. Er war Mitglied im NFL 1960s All-Decade Team, in der Pro Football Hall of Fame, in der Eagles Hall of Fame und in der College Football Hall of Fame. Seine Rückennummer 64 wird an der University of Nebraska nicht mehr vergeben.